# St. Valentin von Rätien (Unterdeggenbach)

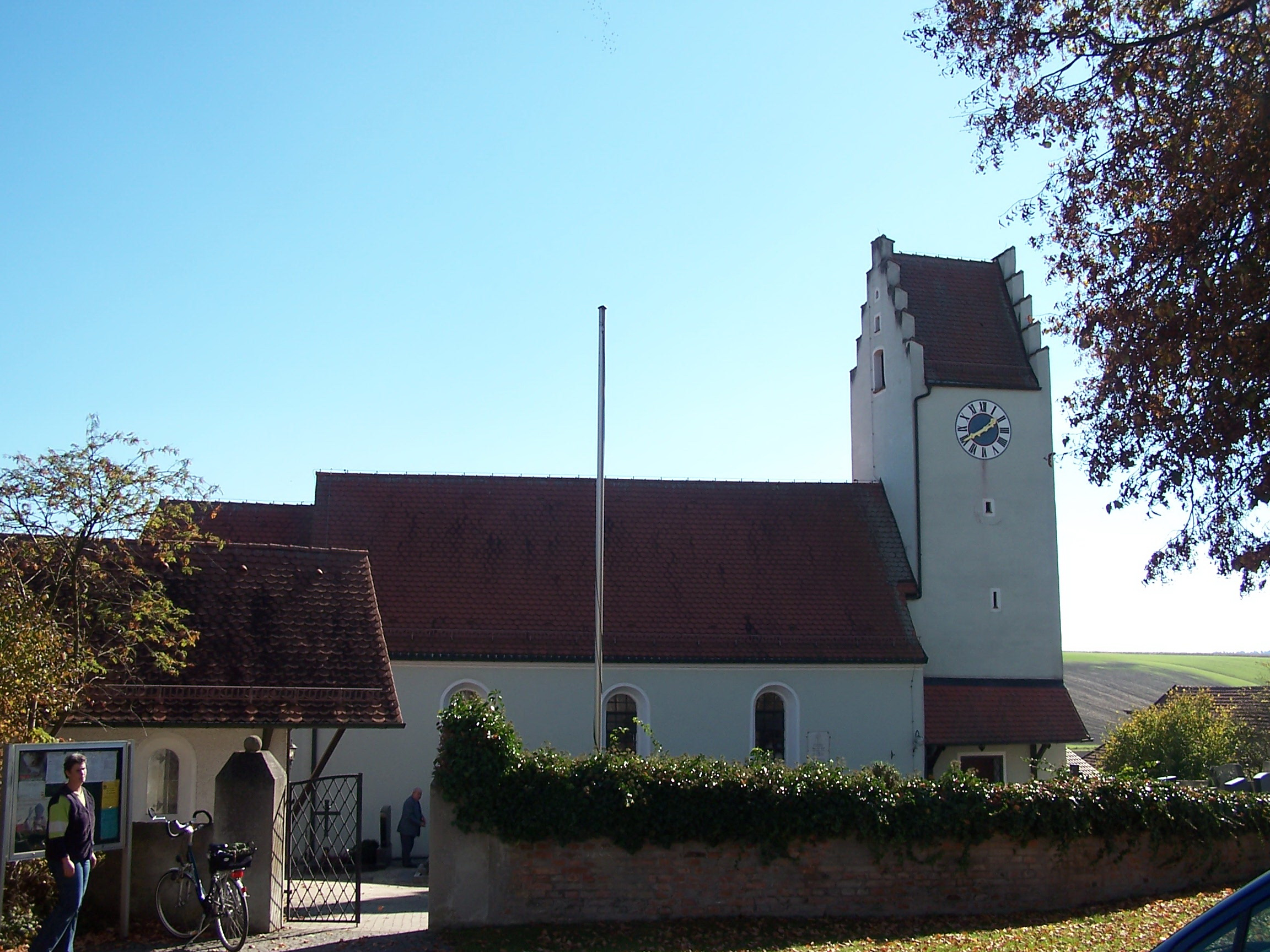
St. Valentin von Rätien (Unterdeggenbach)

Die römisch-katholische, denkmalgeschützte Filialkirche St. Valentin von Rätien steht in Unterdeggenbach, einem Gemeindeteil des Marktes Schierling im Landkreis Regensburg in der Oberpfalz. Sie gehört zum Bistum Regensburg. Das Bauwerk ist unter der Denkmalnummer D-3-75-196-48 als Baudenkmal in die Bayerische Denkmalliste eingetragen.

## Beschreibung
Der Kirchturm der Saalkirche ist im Kern spätmittelalterlich. Er wurde später mit einem Satteldach zwischen Staffelgiebeln bedeckt. Das barocke Langhaus wurde 1863 um eine Achse nach Osten erweitert und ein eingezogener, dreiseitig geschlossener Chor nach Osten und eine Sakristei an seiner Südwand angebaut.
Zur Kirchenausstattung gehört der Hochaltar, der von Säulen flankiert wird, neben denen die Statuen des heiligen Florian und des heiligen Sebastian stehen. Auf dem Altarauszug ist das Porträt des heiligen Valentin dargestellt.